# Surf City (New Jersey)
Surf City è un comune (borough) degli Stati Uniti d'America nella contea di Ocean, nello Stato del New Jersey. È situato sulla costa atlantica, nella parte centrale della Long Beach Island.
Divenne comune a sé nel 1894 distaccandosi dalla township di Stafford, con il nome di Long Beach City. Solo cinque anni più tardi cambiò nome prendendo l'attuale, Surf City.
È una località turistica balneare e di diporto.